# Sócrates
Sócrates (en griego antiguo: Σωκράτης, Sōkrátēs; Alopece, Atenas, 470 a. C.-399 a. C.), también llamado Sócrates de Atenas, fue un filósofo clásico griego considerado como uno de los más grandes, tanto de la filosofía occidental como de la universal. Fue maestro de Platón, quien a su vez fue maestro de Aristóteles, siendo estos tres los representantes fundamentales de la filosofía de la Antigua Grecia. Otros discípulos suyos son Antístenes, Aristipo, Fedón y Esquines.
No hay ninguna evidencia de que Sócrates haya publicado algún escrito de su autoría. Detalles de su vida son conocidos gracias a tres fuentes contemporáneas: los diálogos de Platón, las obras de Aristófanes y los diálogos de Jenofonte. En los diálogos de Platón se encuentran los relatos más completos de Sócrates que han sobrevivido desde la antigüedad. Sin embargo, quedan preguntas con respecto a la distinción entre el Sócrates de la vida real y la representación de Sócrates platónico. 
Aunque fue un patriota y un hombre de profundas convicciones religiosas, en su vejez fue acusado de introducir nuevos dioses y corromper a la juventud, alejándola de la democracia. En el año 399 a. C. fue condenado y se le ordenó beber veneno (cicuta) para morir. 
Es una figura principal de la transformación de la filosofía griega en un proyecto continuo y unificado. Se le considera el padre de la filosofía política, de la ética y es la principal fuente de todos los temas importantes de la filosofía occidental en general; quizás su contribución más importante al pensamiento occidental es su modo dialéctico de indagar, conocido como el método socrático o método de «elencos», el cual aplicaba para el examen de conceptos morales clave, tales como el bien y la justicia. La historiografía tradicional divide al conjunto de los pensadores anteriores a Sócrates (y a su coetáneo Demócrito) como «presocráticos», y a los influenciados por Sócrates en «socráticos mayores» (Platón y Aristóteles) y «socráticos menores» (megáricos, cínicos y cirenaicos).

## Biografía

### Primeros años
Nació en Atenas, donde vivió durante los dos últimos tercios del siglo V a. C., quizá la época más espléndida en la historia de su ciudad natal y de toda la antigua Grecia. Fue hijo de Sofronisco, de profesión cantero, y de Fenáreta, comadrona, emparentados con Arístides, apodado «el justo».
Según Plutarco, cuando Sócrates nació su padre recibió del oráculo de Delfos el consejo de «dejar crecer a su hijo a su aire, sin oponerse a su voluntad ni reprimirle sus impulsos». No obstante, ni Jenofonte ni Platón mencionan esta intervención del oráculo, lo que hace pensar que pueda ser una tradición popular muy posterior.

### Educación
Recibió una educación tradicional: literatura, música y gimnasia. Luego se familiarizó con las disciplinas de la dialéctica y la retórica utilizadas por los sofistas. Al principio, Sócrates siguió el trabajo de su padre; realizó un conjunto de estatuas de las tres Gracias, que estuvieron en la entrada de la acrópolis de Atenas hasta el siglo II a. C. Tuvo por maestro al 
filósofo Arquelao quien lo introdujo en las reflexiones sobre la física y la moral.

### Matrimonio

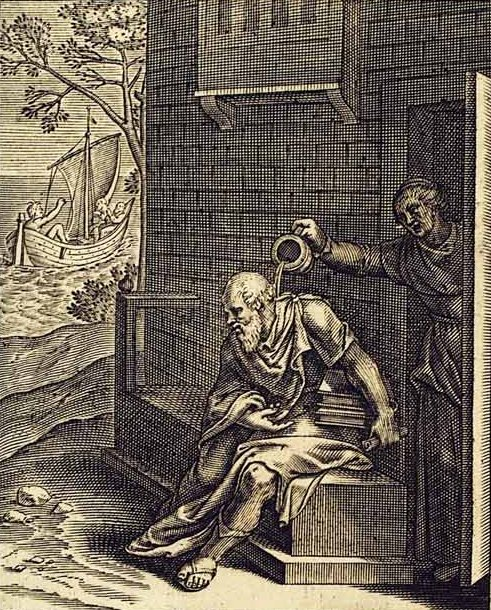
Xantipa vertiendo sustancias de desecho en Sócrates.

Se casó con Xantipa (o Jantipa), que era de familia noble. Según una tradición antigua, trataba muy mal al filósofo, aunque en realidad Platón muestra, al narrar la muerte de Sócrates en el Fedón, una relación normal e incluso buena entre los dos.

### Vida política y militar
Fue obediente con las leyes de Atenas, pero evitaba la política. Creía que podría servir mejor a su país dedicándose a la filosofía. Sócrates presidió, por su tribu, la asamblea durante el juicio de los generales, donde rehusó someter a votación una propuesta inconstitucional (Platón, Apología, 32b; Jenofonte, Memorabilia., 1.1.18). Actuando como prítanis (presidente de la Pritanía), se opuso en vano (exigiendo el cumplimiento de las leyes) a la histeria de las masas en la Asamblea (incitadas por unos demagogos) que, atropellando todas las normas de procedimiento, condenaron a muerte en bloque a los generales vencedores en la batalla de Arginusas porque no habían salvado a los náufragos.
Durante la guerra del Peloponeso contra Esparta, sirvió como hoplita con gran valor en las batallas de Potidea con unos cuarenta años, y en el 432-430 a. C., Sócrates salvó la vida de su pupilo Alcibíades. En la batalla de Delio en el 424 a. C. En la batalla de Anfípolis en el 422 a. C., Alcibíades salvó la vida de su maestro Sócrates de cincuenta años.

### Aspecto
Era de pequeña estatura, vientre prominente, ojos saltones y nariz exageradamente respingona. Su figura era motivo de chanza. Alcibíades lo comparó con los silenos, los seguidores ebrios y lascivos de Dioniso.
Platón consideraba digno de ser rememorado el día en que le lavó los pies y le puso sandalias, y Antifón, el sofista, decía que ningún esclavo querría ser tratado como él se trataba a sí mismo. Llevaba siempre la misma capa, y era tremendamente austero en cuanto a comida y bebida.
Desde muy joven, llamó la atención de los que lo rodeaban por la agudeza de sus razonamientos y su facilidad de palabra, además de la fina ironía con la que salpicaba sus tertulias con los ciudadanos jóvenes aristocráticos de Atenas, a quienes les preguntaba sobre su confianza en opiniones populares, aunque muy a menudo él no les ofrecía ninguna enseñanza.

## El juicio
Aunque durante la primera parte de su vida fue un patriota y un hombre de profundas convicciones religiosas, Sócrates sufrió sin embargo la desconfianza de muchos de sus contemporáneos, a los que les disgustaba la nueva postura que tomó frente al Estado ateniense y la religión establecida, principalmente en contra de las creencias metafísicas de Sócrates, que planteaban «una existencia etérea sin el consentimiento de ningún dios como figura explícita». Fue acusado en el 399 a. C. de introducir nuevos dioses y corromper la moral de la juventud, alejándola de los principios de la democracia. Por el contrario, Sócrates se manifestó devoto de los dioses, y no pretendía introducir nuevas deidades, a lo que manifestó:

«¿Cómo podría yo introducir nuevos dioses por decir que una voz divina se me manifiesta para indicarme lo que hay que hacer? [...] Por otro lado, que la divinidad sabe de antemano lo que va a suceder y que lo anuncia con señales a quien quiere, tal como yo lo digo, lo dicen también todos y lo creen. Pero mientras estos llaman, augurios, voces, coincidencias y adivinos a los que les anuncian las señales, yo lo llamo genio divino y pienso que al llamarlo así, me expreso de manera más veraz y piadosa que los que atribuyen a las aves el poder de los dioses».

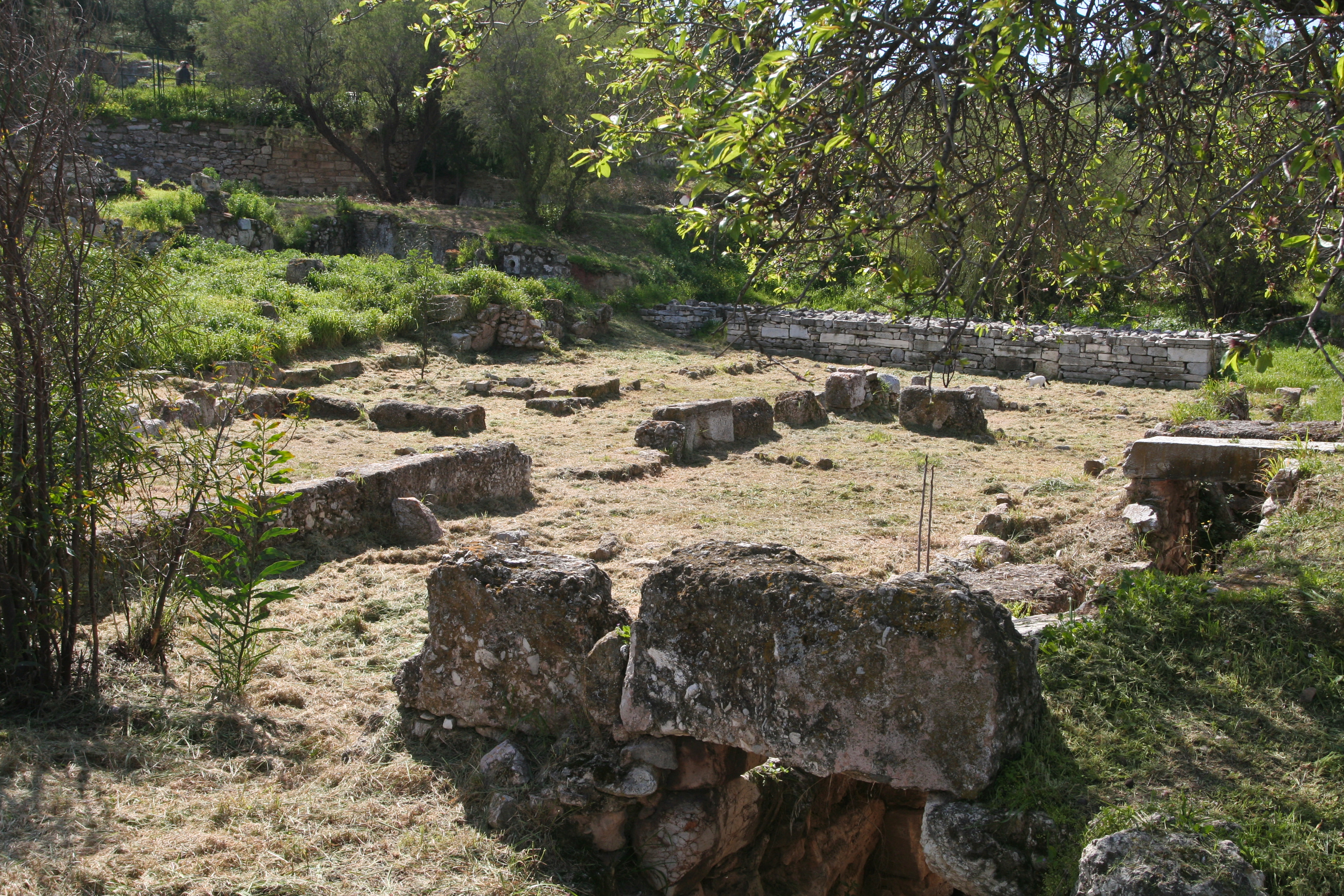
Restos de la prisión estatal extramuros del Ágora de Atenas, donde se cree que estuvo preso y murió.

Aunque la causa de fondo para llevar a un juicio a Sócrates, según Jenofonte, fue que este abrió sus puertas como discípulo a Critias, quien como otros discípulos de Sócrates fue miembro de la facción pro-espartana luego denominada los Treinta Tiranos, quienes se hicieron con el poder en Atenas tras la guerra del Peloponeso, y fueron acusados de matanzas y vaciamiento económico por sus enemigos demócratas.
La Apología de Platón recoge lo esencial de la defensa de Sócrates en su propio juicio; una valiente reivindicación de toda su vida. Fue condenado a muerte, aunque la sentencia solo logró una escasa mayoría. De acuerdo con la práctica legal de Atenas, Sócrates hizo una réplica irónica a la sentencia de muerte del tribunal proponiendo pagar tan solo una pequeña multa dado el escaso valor que tenía para el Estado un hombre dotado de una misión filosófica. También se menciona que Sócrates pidió jocosamente que se lo podría condenar sencillamente «invitándole a comer en los banquetes comunales», en alusión a que estos eran deplorables. Tanto una como otra enfadaron tanto al jurado que este volvió a votar a favor de la pena de muerte por una abultada mayoría. Los amigos de Sócrates propusieron pagar una fianza, e incluso planearon su huida de la prisión, pero prefirió acatar la ley y murió por ello. Pasó sus últimos días con sus amigos y seguidores.

### Muerte
El envenenamiento por cicuta era un método empleado habitualmente por los griegos para ejecutar las sentencias de pena de muerte. Sócrates fue juzgado y, declarado culpable, cumplió esta pena en el año 399 a. C.
Murió a los 71 años de edad, aceptando serenamente esta condena. Según relata Platón en la Apología que dejó de su maestro, este pudo haber eludido la condena, gracias a los amigos que aún conservaba, pero prefirió acatarla y morir.
A su muerte surgieron varias escuelas socráticas, ya que sus doctrinas eran interpretadas de manera diferente por sus discípulos. Así, junto a la Academia platónica, surgieron cuatro escuelas socráticas menores: la cirenaica, la cínica, la de Elis y Eretria y la megárica.
Platón no pudo asistir a los últimos instantes y estos fueron reconstituidos en el Fedón, según la narración de varios discípulos. Aquí está el paso que describe los síntomas:

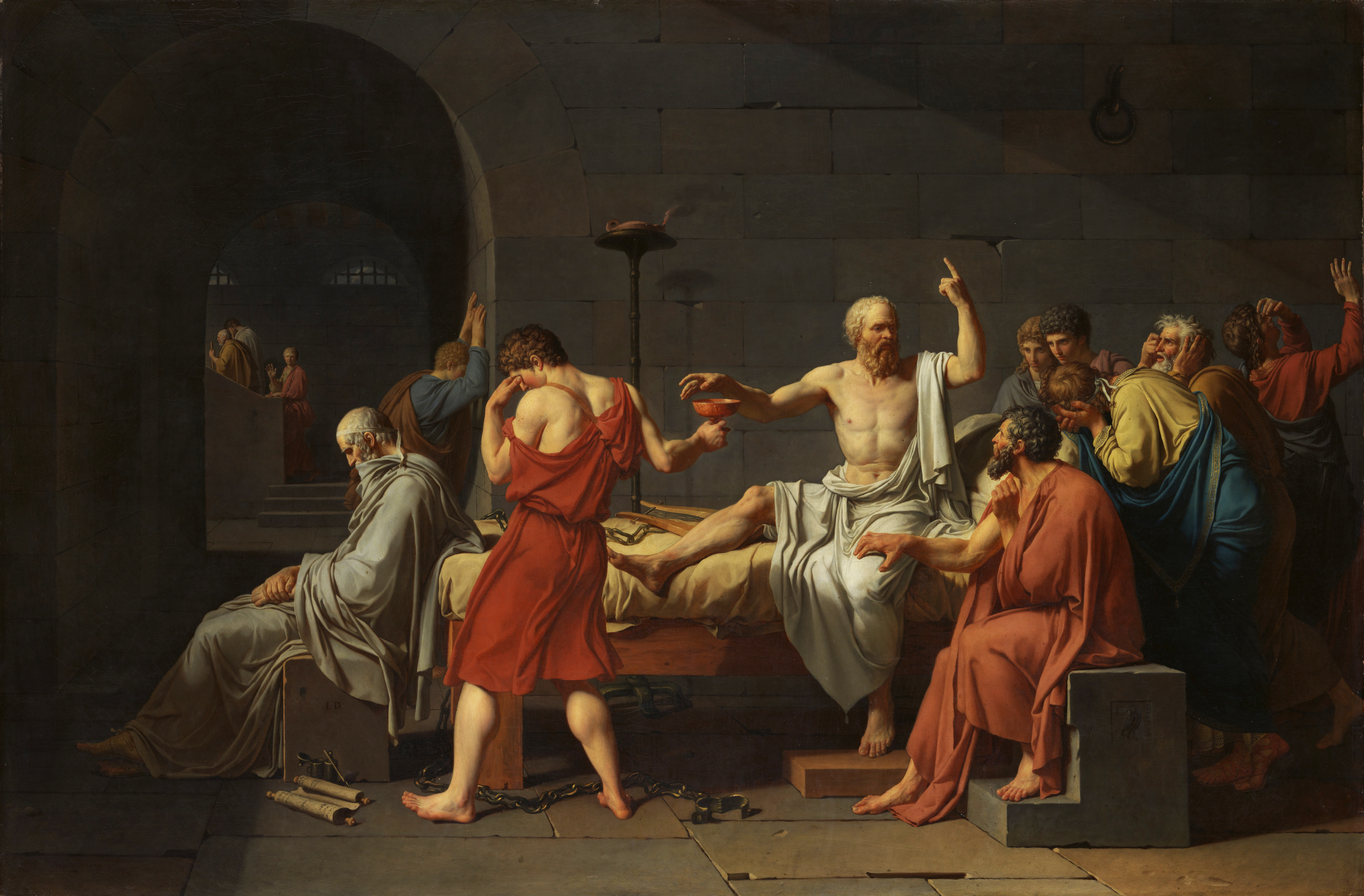
La muerte de Sócrates. Óleo de Jacques-Louis David de 1787.

"Él paseó, y cuando dijo que le pesaban las piernas, se tendió boca arriba, pues así se lo había aconsejado el individuo. Y al mismo tiempo el que le había dado el veneno lo examinaba cogiéndole de rato en rato los pies y las piernas, y luego, apretándole con fuerza el pie, le preguntó si lo sentía, y él dijo que no. Y después de esto hizo lo mismo con sus pantorrillas, y ascendiendo de este modo nos dijo que se iba quedando frío y rígido. Mientras lo tanteaba nos dijo que, cuando eso le llegara al corazón, entonces se extinguiría.

Ya estaba casi fría la zona del vientre, cuando descubriéndose, pues se había tapado, nos dijo, y fue lo último que habló:

—Critón, le debemos un gallo a Asclepio. Así que págaselo y no lo descuides.

—Así se hará —dijo Critón—. Mira si quieres algo más.

Pero a esta pregunta ya no respondió, sino que al poco rato tuvo un estremecimiento, y el hombre lo descubrió, y él tenía rígida la mirada. Al verlo, Critón le cerró la boca y los ojos.

 Este fue el fin, Equécrates, que tuvo nuestro amigo, el mejor hombre, podemos decir nosotros, de los que entonces conocimos, y, en modo muy destacado, el más inteligente y el más justo.
Fedón 117e-118c.
Posteriormente, en su honor y a modo de reconocimiento, la Academia Moderna de Atenas colocó una estatua suya en la entrada de la institución.

## Legado

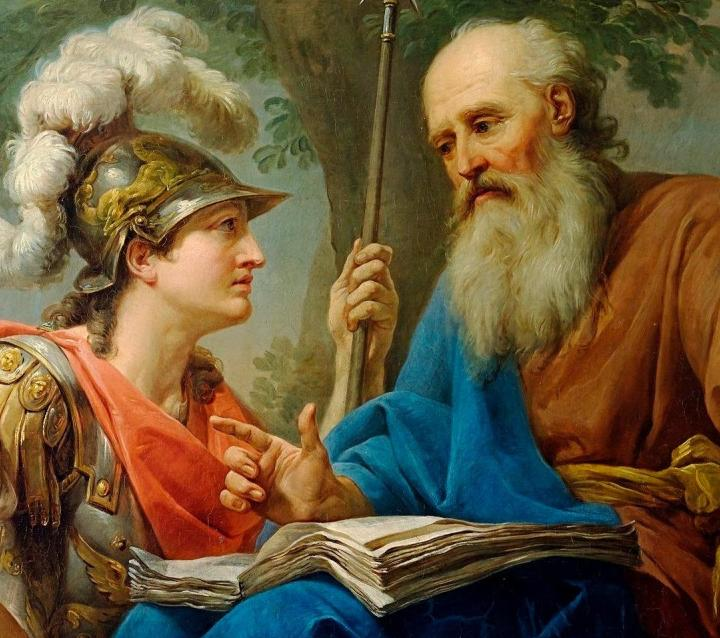
El militar ateniense Alcibíades y Sócrates

Según la filósofa María Zambrano, en Sócrates la filosofía fue «ejercicio vital de conocer». La base de las enseñanzas de Sócrates y lo que inculcó fue la creencia en una comprensión objetiva de los conceptos de justicia, amor y virtud; y el conocimiento de uno mismo. Sócrates describió el alma (psique) como aquello en virtud de lo cual se nos califica de sabios o de locos, buenos o malos, una combinación de inteligencia y carácter.
Asumiendo una postura de ignorancia, interrogaba a la gente para luego poner en evidencia la incongruencia de sus afirmaciones; a esto se le denominó «ironía socrática», la cual queda expresada con su célebre frase «Solo sé que no sé nada» (Ἓν οἶδα ὅτι οὐδὲν οἶδα, hèn oîda hóti oudèn oîda) y desde esta humildad intelectual, criticaba a los sofistas por ofrecer su sabiduría a cambio de dinero.
A la vez, fue capaz de llevar tal unidad al plano del conocimiento, al sostener que el conocimiento es virtud y la ignorancia vicio. Su inconformismo lo impulsó a oponerse a la ignorancia popular y al conocimiento de los que se decían sabios, aunque él mismo no se consideraba un sabio, aun cuando uno de sus mejores amigos, Querefonte, le preguntó al oráculo de Delfos si había alguien más sabio que Sócrates, y la Pitonisa le contestó que no había ningún griego más sabio que él (Apología 21a). Al escuchar lo sucedido, Sócrates dudó del oráculo, y comenzó a buscar alguien más sabio que él entre los personajes más renombrados de su época, pero se dio cuenta de que en realidad creían saber más de lo que realmente sabían.
Filósofos, poetas y artistas, todos creían tener una gran sabiduría, en cambio, Sócrates era consciente tanto de la ignorancia que le rodeaba como de la suya propia. Esto lo llevó a tratar de hacer pensar a la gente y hacerles ver el conocimiento real que tenían sobre las cosas.

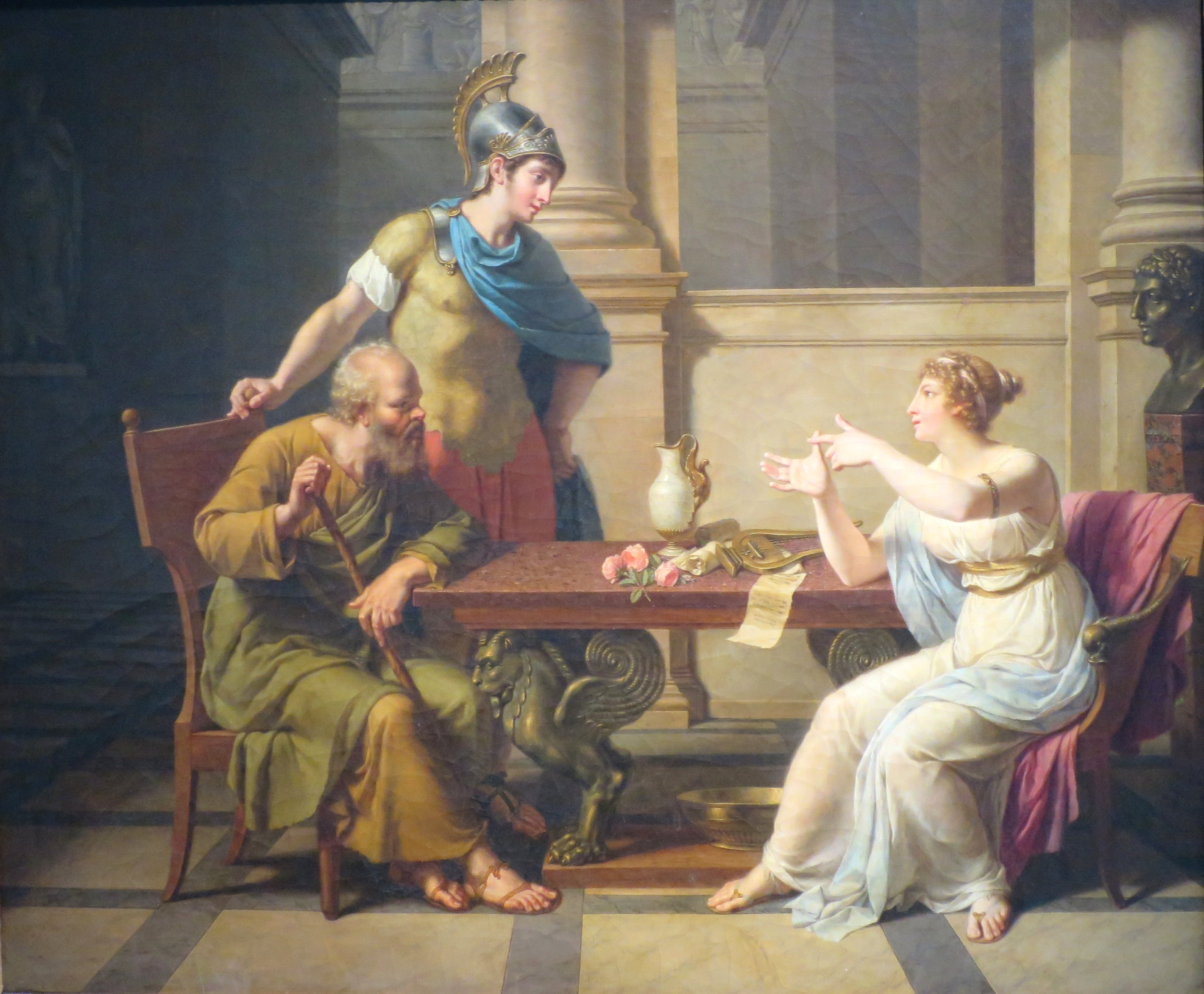
El debate de Sócrates y Aspasia

Creía que todo vicio es el resultado de la ignorancia y que ninguna persona desea el mal; a su vez, la virtud es conocimiento y aquellos que conocen el bien actuarán de manera justa. Su lógica hizo hincapié en la discusión racional y la búsqueda de definiciones generales. En este sentido influyó en su discípulo Platón y, a través de él, en Aristóteles.
Creía en la superioridad de la discusión sobre la escritura y, por lo tanto, pasó la mayor parte de su vida de adulto en los mercados y plazas públicas de Atenas, iniciando diálogos y discusiones con todo aquel que quisiera escucharle, a quienes solía responder mediante preguntas.
La sabiduría de Sócrates no consiste en la simple acumulación de conocimientos, sino en revisar los conocimientos que se tienen y a partir de ahí construir conocimientos más sólidos.
El poder de su oratoria y su facultad de expresión pública eran su fuerte para conseguir la atención de las personas. Otro pensador y amigo influenciado por Sócrates fue Antístenes, el fundador de la escuela cínica de filosofía. Sócrates también fue maestro de Aristipo, que fundó la filosofía cirenaica de la experiencia y el placer, de la que surgió la filosofía más elevada de Epicuro. Tanto para los estoicos como el filósofo griego Epicteto, Sócrates representó la personificación y la guía para alcanzar una vida superior.
Tuvo gran influencia en el pensamiento occidental, a través de la obra de su discípulo Platón.
Aristóteles, discípulo de Platón, señala los dos grandes aportes de Sócrates:

Dos cosas hay que atribuir con justicia a Sócrates, por un lado el argumento inductivo (επακτικοί λόγοι) y por otro la definición general (ορίζεσθαι καθόλον)
Metafísica M, 4; 1078b 27

### Dialéctica

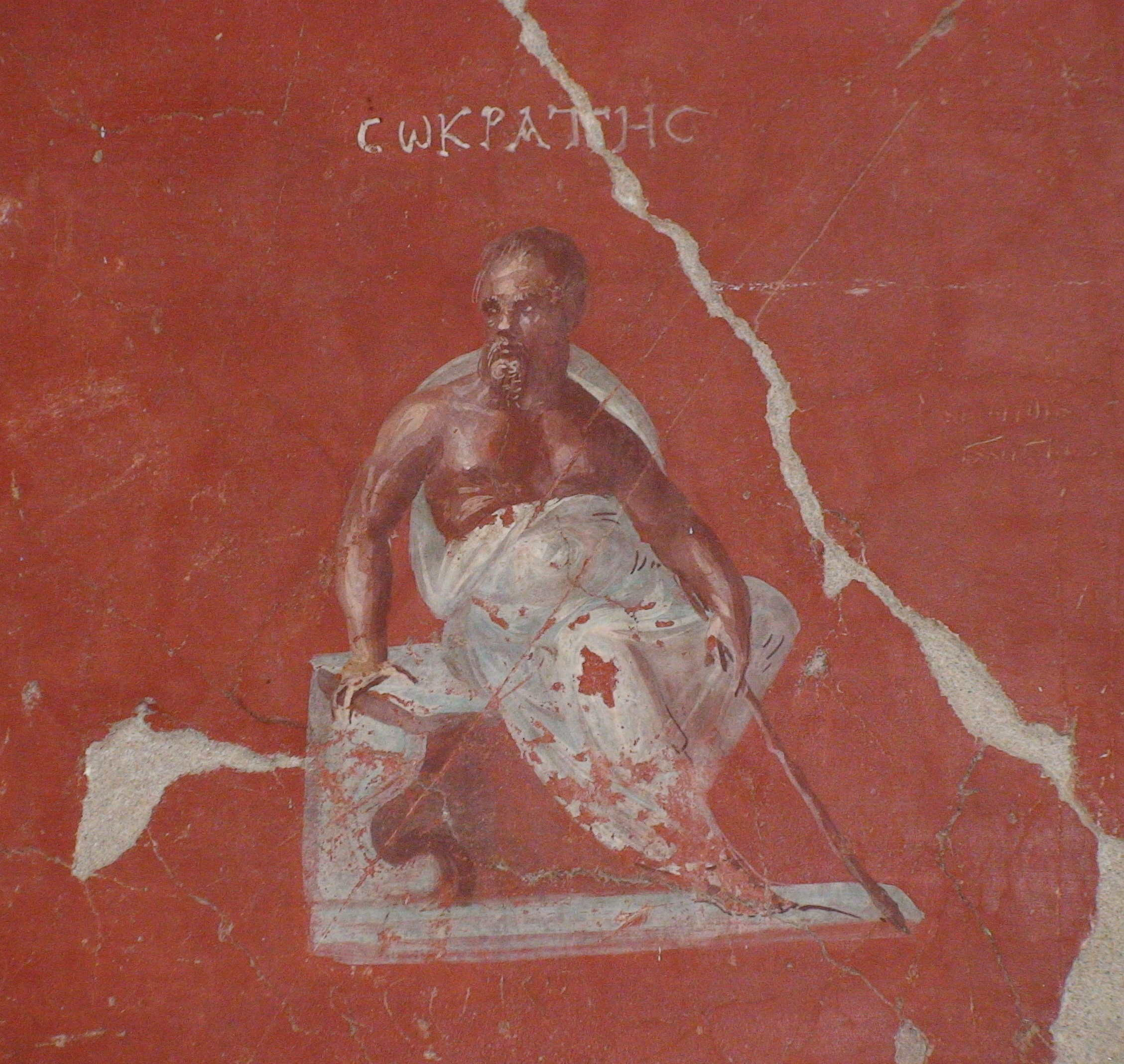
Fresco de Sócrates del -V.

Fue el verdadero iniciador de la filosofía en cuanto que le dio su objetivo primordial de ser la ciencia que busca en el interior del ser humano. La dialéctica es el método de compartir conocimiento, usado principalmente por Platón, inspirado en la mayéutica de Sócrates. Después de plantear una proposición analizaba las preguntas y respuestas suscitadas por la misma. Esto le convierte en una figura extraordinaria y decisiva; representa la reacción contra el relativismo y subjetivismo sofista, y es un singular ejemplo de unidad entre teoría y conducta, entre pensamiento y acción. Platón adoptó este método en el que por medio del diálogo y la conversación se llega al conocimiento.

### Mayéutica
Privilegió un método, al cual denominó (probablemente evocando a su madre partera) mayéutica, es decir, lograr que el interlocutor descubra sus propias verdades. La mayéutica fue su más grande mérito, método inductivo que le permitía llevar a sus alumnos a la resolución de los problemas que se planteaban por medio de hábiles preguntas cuya lógica iluminaba el entendimiento. Según pensaba, el conocimiento y el autodominio habrían de permitir restaurar la relación entre el ser humano y la naturaleza. Para Sócrates este era un método por medio del cual el alma llegaría al conocimiento, una forma de construir conocimiento a partir de resolver preguntas y una forma de analizar la verdad comparando diferentes opiniones. Sócrates creía que el conocimiento se puede construir a partir de opiniones y razonamientos. Usando este método se dio cuenta de que la mayoría de las personas a las que le preguntaba en Atenas opinaban sin saber, Sócrates hacía preguntas y no sabían cómo justificar sus opiniones, gracias a ello se ganó el apodo de tábano ya que sus preguntas le parecían molestas a los atenienses.

### Política

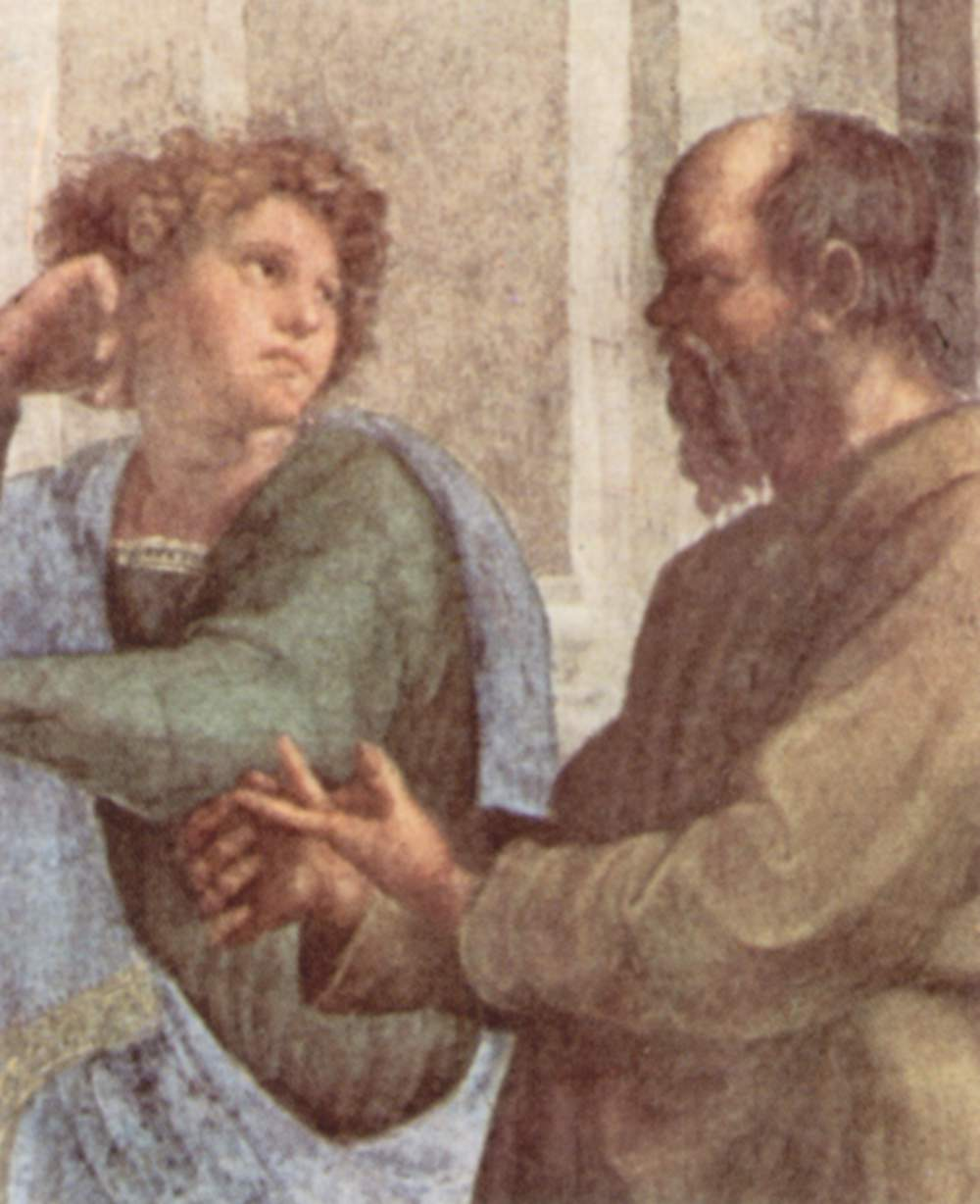
Sócrates discutiendo con Jenofonte. La Escuela de Atenas, Rafael.

Se argumenta que Sócrates creía que "los ideales pertenecen a un mundo que sólo el hombre sabio puede entender", haciendo del filósofo el único tipo de persona adecuada para gobernar a otros. En el diálogo de Platón, la República, Sócrates se oponía abiertamente a la democracia que dirigía Atenas durante su vida adulta. Según él la democracia ateniense no se encontraba a la altura de un gobierno ideal representado por un perfecto régimen dirigido por filósofos. Sin embargo, es posible que el Sócrates de la República de Platón esté coloreado por las propias opiniones de Platón. Durante los últimos años de la vida de Sócrates, Atenas estaba en continuo cambio debido a la agitación política. La democracia fue finalmente derrocada por una junta conocida como los Treinta Tiranos, dirigida por el pariente de Platón, Critias, que había sido estudiante y amigo de Sócrates. Los tiranos gobernaron durante aproximadamente un año antes de que la democracia ateniense fuese restaurada, momento en el que declaró una amnistía para todos los acontecimientos recientes.
La oposición de Sócrates a la democracia se niega a menudo, y la pregunta es una de las discusiones filosóficas mayores al intentar determinar exactamente lo que Sócrates creyó. El argumento más fuerte de aquellos que afirman que Sócrates no creía realmente en la idea de los reyes filósofos es que la visión no se expresa antes de la República de Platón, que es ampliamente considerada uno de los diálogos "medios" de Platón y no representativa de las visiones históricas de Sócrates. Además, según la Apología de Sócrates de Platón, un diálogo "temprano", Sócrates se negó a seguir la política convencional; a menudo afirmaba que no podía mirar los asuntos ajenos o decirle a la gente cómo vivir sus vidas cuando todavía no sabía cómo vivir la suya. Él creía que era un filósofo comprometido en la búsqueda de la Verdad, y no pretendía saberlo completamente todo. La aceptación de Sócrates de su sentencia de muerte después de su condena también puede servir para apoyar esta opinión. A menudo se afirma que gran parte de las tendencias antidemocráticas son propias de Platón, que nunca fue capaz de superar su disgusto por lo que se hizo a su maestro.
En cualquier caso, es claro que Sócrates pensó que las leyes de los Treinta Tiranos eran también objetables; cuando se le llamó para ayudar en la detención de un compañero ateniense, Sócrates se negó y escapó por poco de la muerte antes de que los tiranos fueran derrocados. Sin embargo, cumplió su deber de servir como Prytanis cuando se juzgó a un grupo de generales que presidieron una desastrosa campaña naval; incluso entonces, mantuvo una actitud intransigente, siendo uno de los que se negaron a proceder de una manera no respaldada por las leyes, a pesar de la intensa presión. A juzgar por sus acciones, consideró las leyes de los Treinta Tiranos menos legítimas que el Senado Democrático que lo condenó a muerte.
El aparente respeto de Sócrates por la democracia es uno de los temas enfatizados en la obra de 2008, Sócrates on Trial de Andrew David Irvine. Irvine sostiene que fue debido a su lealtad a la democracia ateniense por lo que Sócrates estuvo dispuesto a aceptar el veredicto de sus conciudadanos. Como dice Irvine: "Durante un tiempo de guerra y gran revuelo social e intelectual, Sócrates se sintió obligado a expresar sus puntos de vista abiertamente, sin importarle las consecuencias, por lo que hoy se le recuerda no sólo por su ingenio agudo y su alto nivel ético sino también por su lealtad al punto de vista de que en una democracia la mejor manera de que un hombre se sirva a sí mismo, a sus amigos y a su ciudad -incluso durante tiempos de guerra- es ser leal y hablar públicamente de la verdad".

## Obras

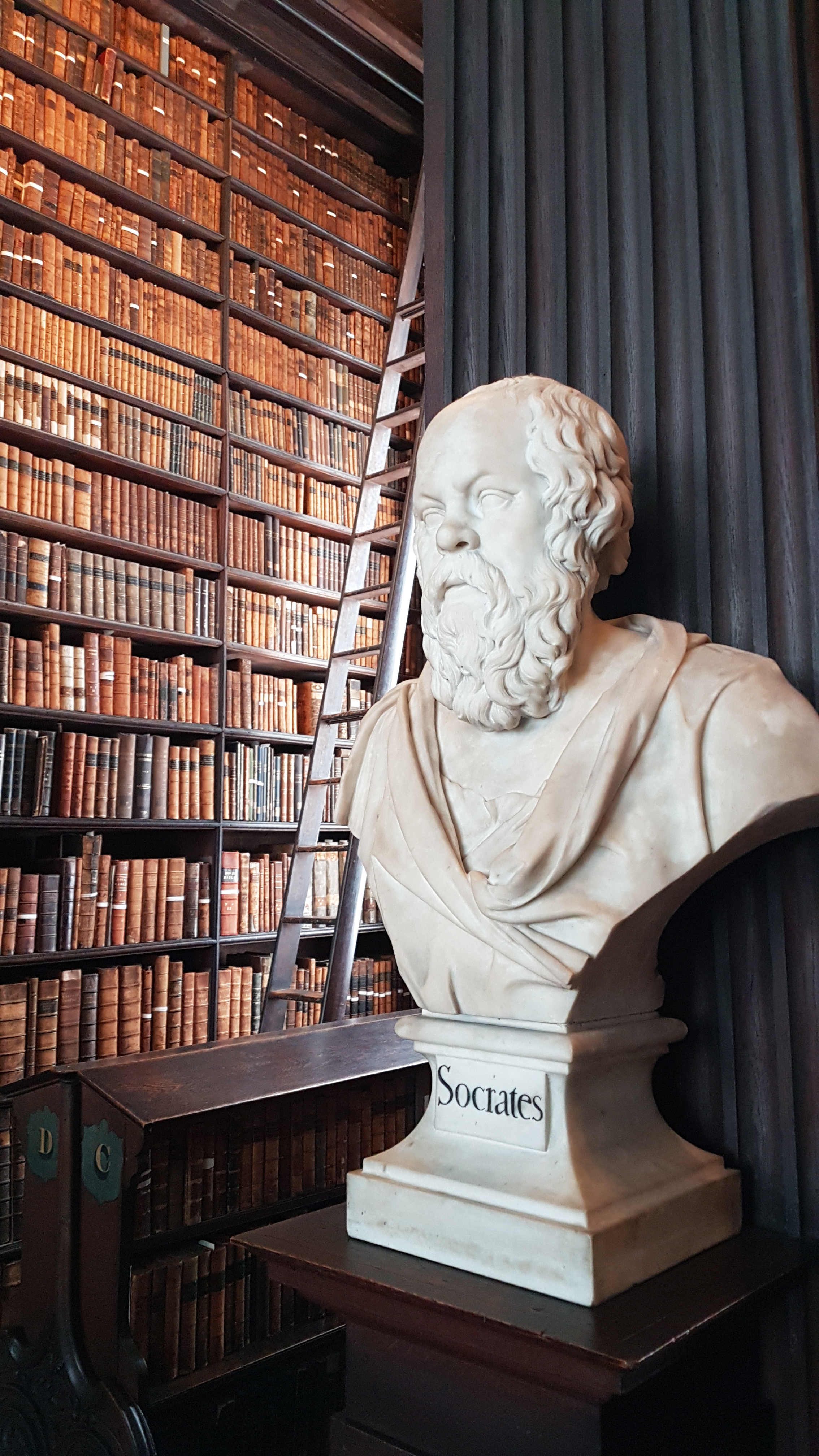
Estatua de Sócrates en la Biblioteca del Trinity College

Sócrates no escribió ninguna obra porque creía que «cada uno debía desarrollar sus propias ideas». Conocemos en parte sus ideas desde los testimonios de sus discípulos: Platón, Jenofonte, Aristipo y Antístenes, sobre todo.
Tampoco fundó una escuela regular de filosofía. Todo lo que se sabe con certeza sobre sus enseñanzas se extrae de la obra de Platón, que atribuyó sus propias ideas a su maestro, y describió a Sócrates escondiéndose detrás de una irónica profesión de ignorancia, conocida como ironía socrática, con gran ingenio y agudeza mental.
Además de los discípulos mencionados, tuvo otros discípulos y oyentes, entre los que pueden recordarse a Euclides de Megara, Fedón de Elis y Esquines de Esfeto.

### Aristófanes (450 a.C. - 386 a.C.)
La representación teatral de la obra de Aristófanes es importante, la mayoría de sus jurados han crecido creyendo las mentiras que se esparcen sobre él en la misma, dice Platón en su Apología de Sócrates, donde en la misma le gritaban "¡estafador!". Sócrates argumenta que Aristófanes es más peligroso que los tres hombres que presentaron cargos contra él, porque Aristófanes había envenenado la mente de los hombres mientras eran jóvenes.
Aristófanes, Jenofonte y Platón fueron unos cuarenta y cinco años más jóvenes que Sócrates, por lo que su conocimiento se limita a los últimos años de Sócrates. Además, los años entre Las nubes y el juicio de Sócrates fueron años de guerra y trastornos, por lo que la libertad intelectual ateniense de la que se jactaba Pericles al principio de la guerra se había erosionado completamente al final de ella.

### Platón (424/3 a.C. - 347 a.C.)
Platón no representa los puntos de vista y los métodos de Sócrates tal como los recordaba, ni mucho menos como se expresaron originalmente. Hay que tener en cuenta que Platón pudo haber dado forma al personaje de Sócrates (o a otros personajes) para servir a sus propios propósitos, ya sean filosóficos o literarios. Los diálogos que representaban a Sócrates como un joven se produjeron, si ocurrieron, antes de que naciera Platón o cuando era un niño pequeño. Pero la tradición filosófica ha decidido pasar por alto los problemas históricos y asumir por qué el Sócrates de Platón es el Sócrates que es relevante para el progreso potencial de la filosofía. Esa estrategia da lugar a un nuevo problema socrático. Su alumno Aristóteles también se refiere a Sócrates en sus escritos. En su Metafísica escribió acerca de su vida y enseñanzas además de la de su maestro y otros filósofos.

### Jenofonte (425 a.C. - 386 a.C.)
Otra fuente de importancia para el Sócrates histórico es el historiador y militar, Jenofonte, que dice de Sócrates: "Nunca conocí a nadie que tuviera más cuidado de averiguar lo que cada uno de sus compañeros sabía". Las diferencias a veces sorprendentes entre el Sócrates de Jenofonte y el de Platón se explican en gran parte por las diferencias entre sus dos personalidades. Jenofonte era un hombre práctico cuya capacidad de reconocer cuestiones filosóficas es limitada, por lo que su Sócrates aparece como un consejero práctico y útil. El Sócrates de Jenofonte difiere además del de Platón al ofrecer consejos sobre los temas en los que Jenofonte fue más experimentado: la acuñación de dinero y la administración de bienes, sugiriendo que Jenofonte pudo hacer del personaje de Sócrates un portavoz de sus propios puntos de vista. Sus otros trabajos que mencionan a Sócrates son Anabasis, Apología, Hellenica, y Simposio.

## Sócrates en el arte

Esculturas
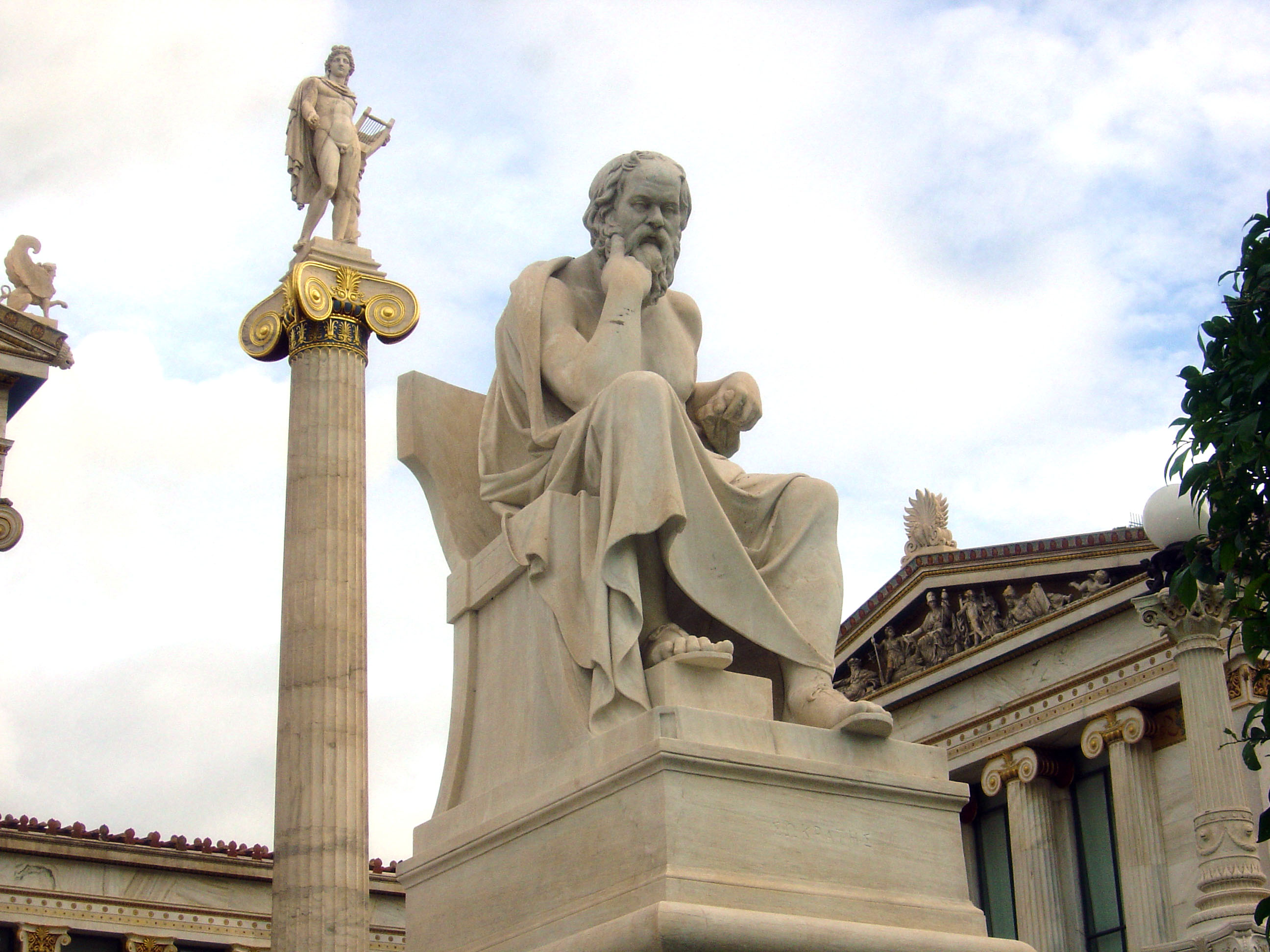
Academia Moderna, Atenas (Grecia)
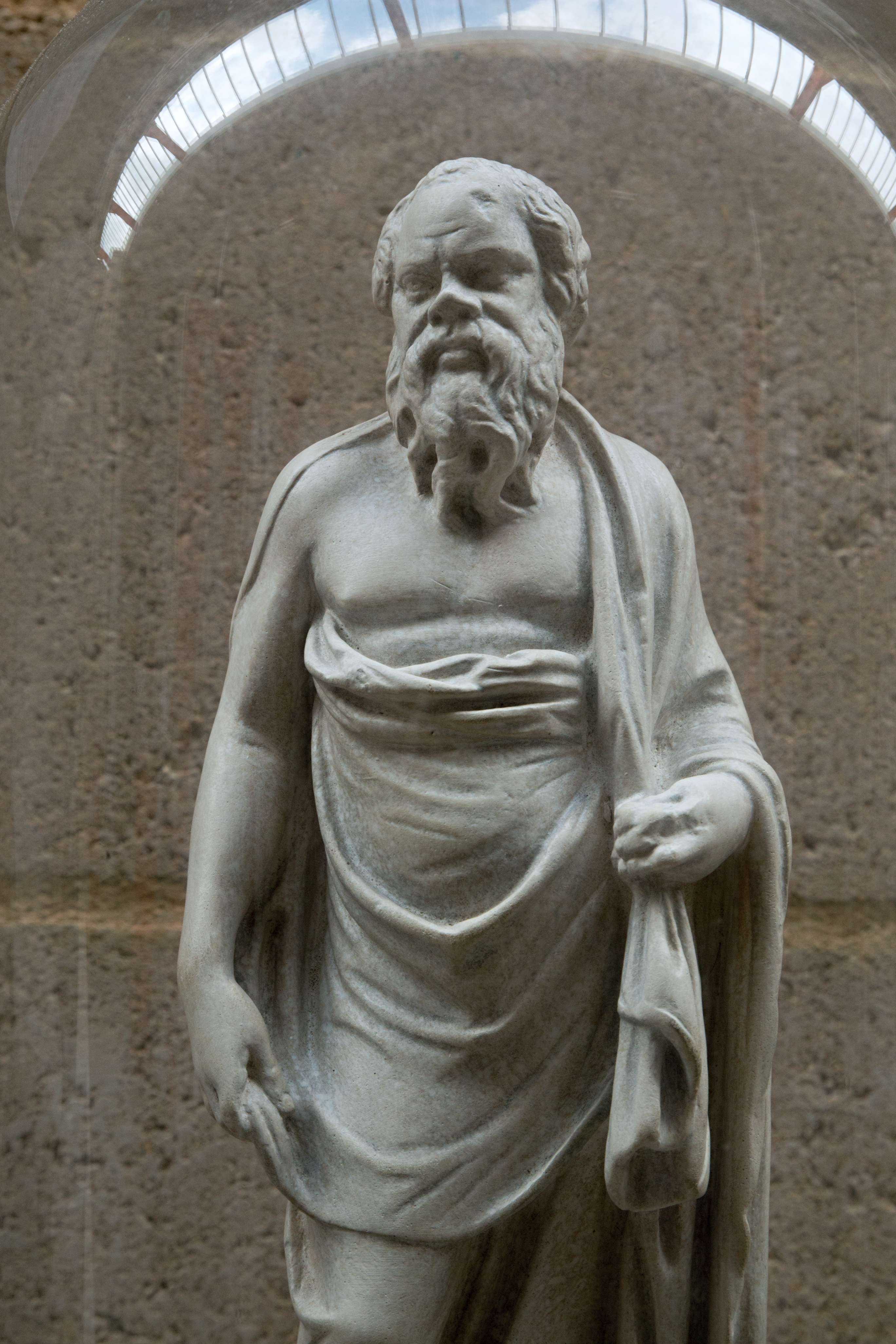
Obra original helenística, en el Museo Arqueológico de Cambridge (Reino Unido)
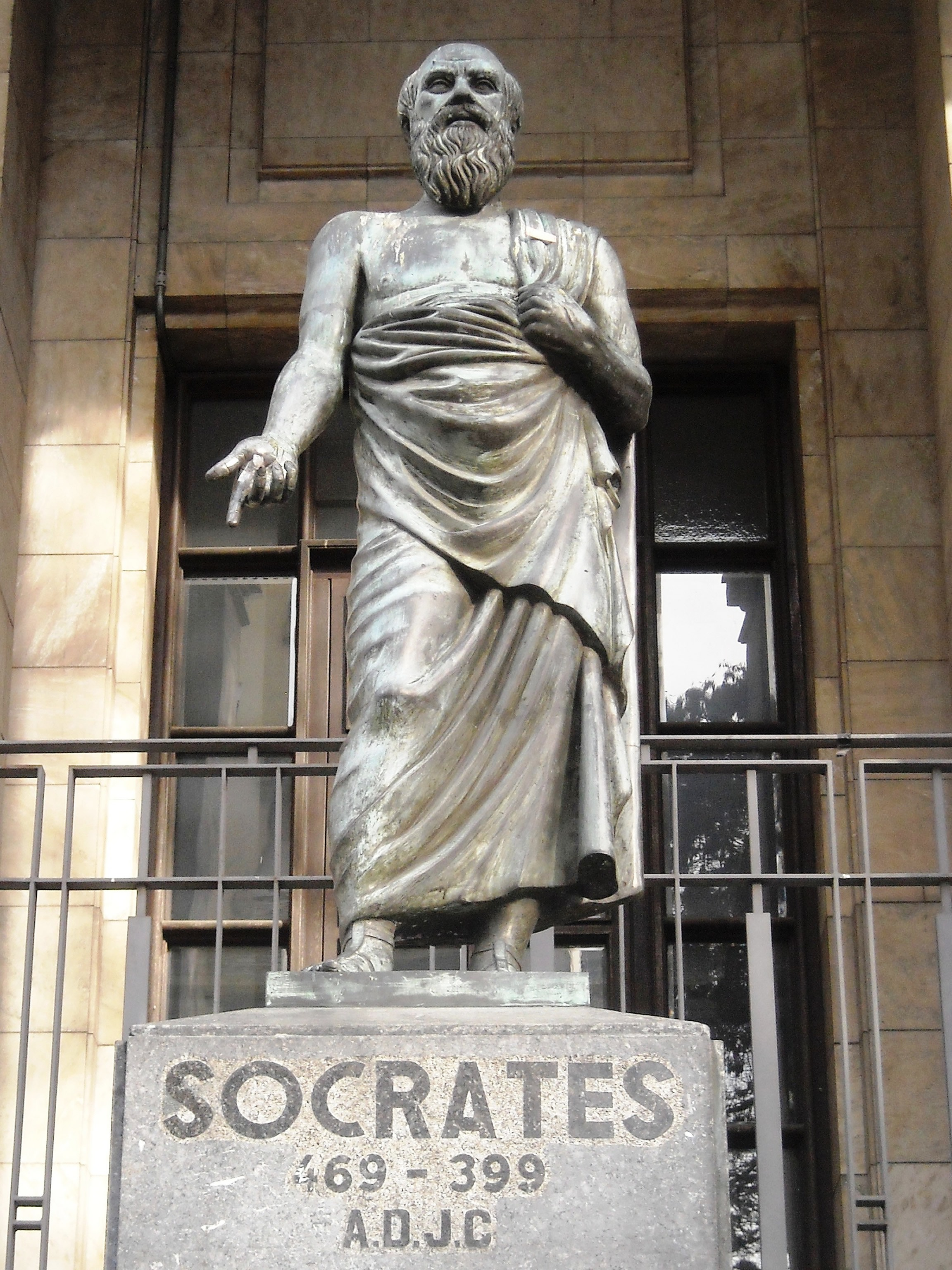
Biblioteca Nacional, Montevideo (Uruguay)
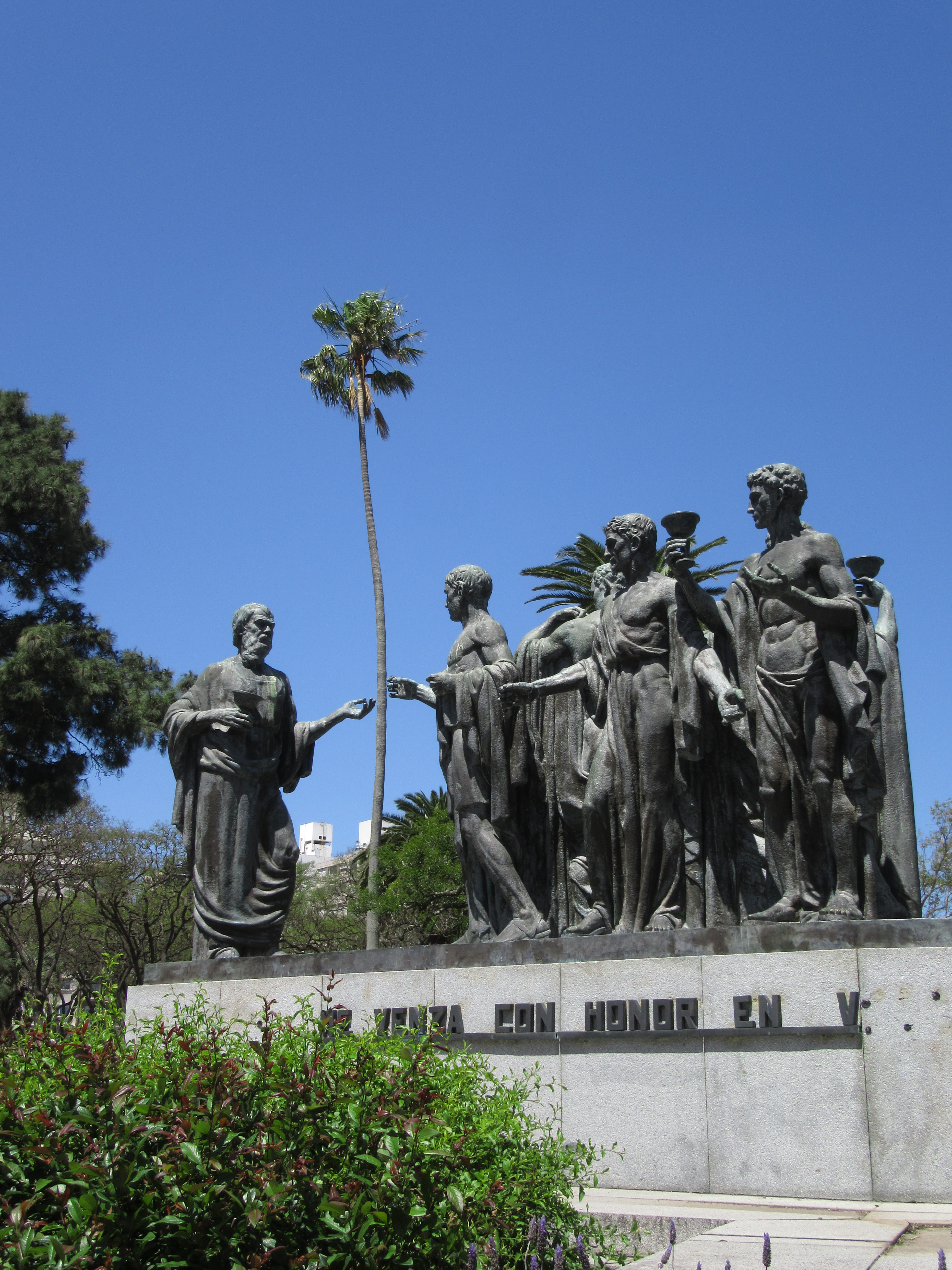
Montevideo, Uruguay
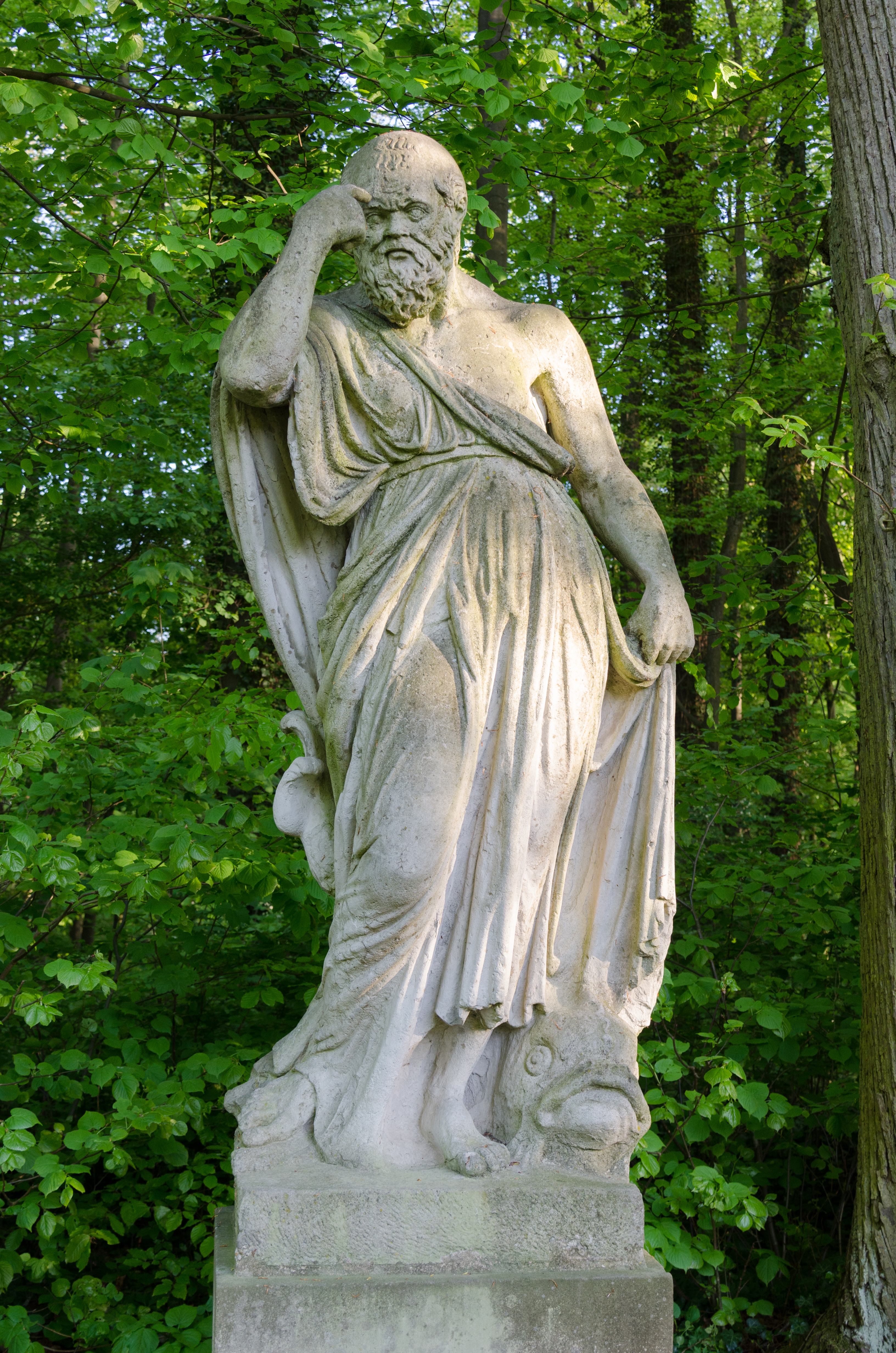
Bayreuth, Baviera (Alemania)
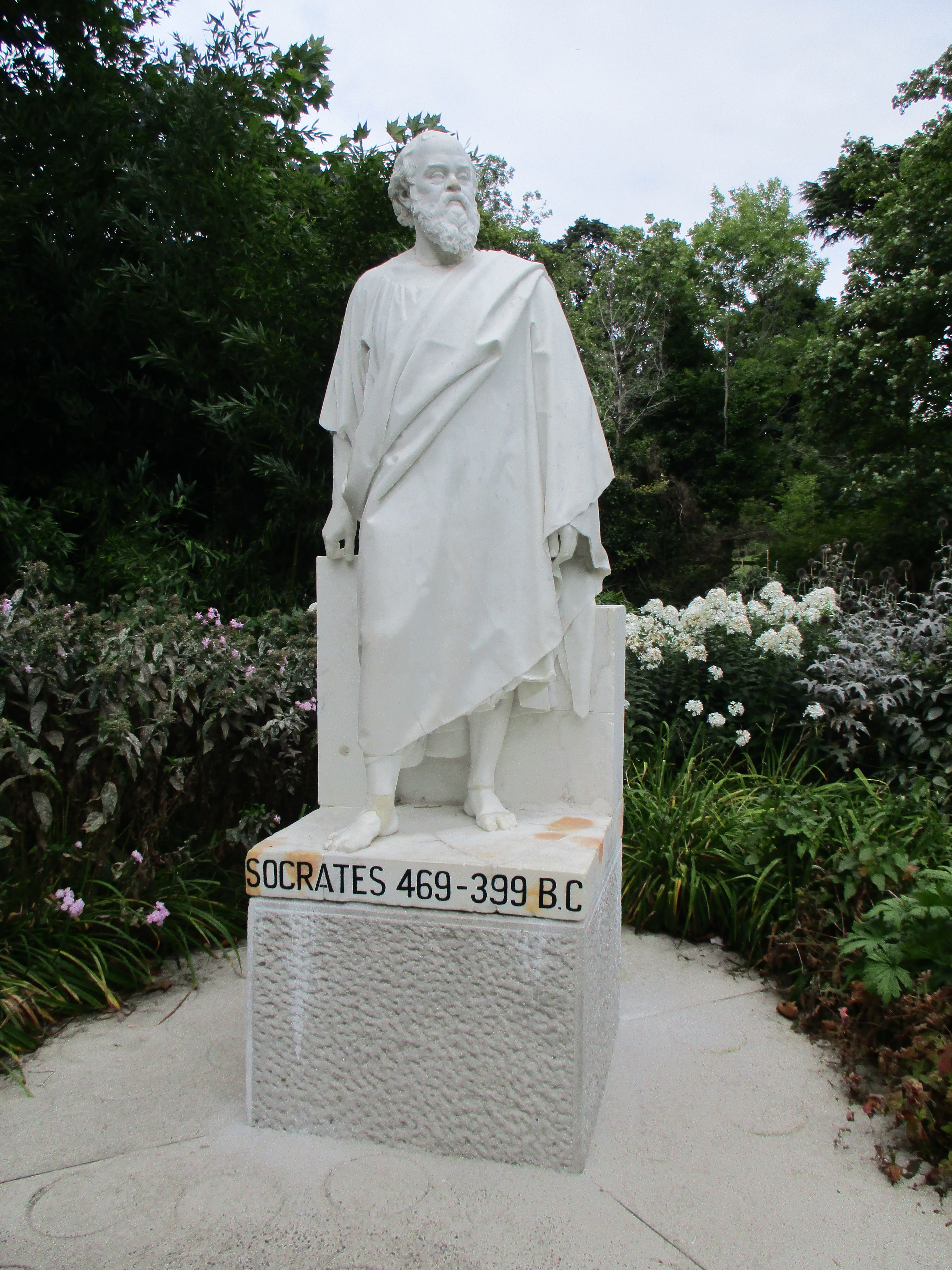
Estatua de Sócrates en los jardines botánicos nacionales de Irlanda, Glasnevin (Dublín)
Estatua de Sócrates en la Universidad de Wyoming (Estados Unidos)